# Battlefield (Missouri)
Battlefield – miasto w Stanach Zjednoczonych, w stanie Missouri.
Liczba mieszkańców w 2000 roku wynosiła 2 385.